# Earias
Genre
Earias est un genre d'insectes lépidoptères (papillons), de la famille des Nolidae.

## Liste d'espèces
Selon Catalogue of Life (5 oct. 2013) :
- Earias albovenosana
- Earias amseli
- Earias ansorgei
- Earias apicebrunnea
- Earias becqueti
- Earias biplaga
- Earias brevipennis
- Earias chlorodes
- Earias chlorophyllana
- Earias clorana
- Earias cupreoviridis
- Earias divisa
- Earias erubescens
- Earias flavida
- Earias gigas
- Earias glaucescens
- Earias ikondae
- Earias insulana
- Earias irakana
- Earias juengeriana
- Earias latimargo
- Earias malagasy
- Earias mjobergi
- Earias novoguineana
- Earias ochrophylla
- Earias ogovana
- Earias parallela
- Earias perhuegeli
- Earias pudicana
- Earias punctaria
- Earias richinii
- Earias rjabovi
- Earias roseifera
- Earias roseipes
- Earias rufipes
- Earias rufopunctata
- Earias smaragdina
- Earias subviridis
- Earias syriacana
- Earias syrticola
- Earias turana
- Earias uniplaga
- Earias venus
- Earias venusta
- Earias vernana
- Earias virgula
- Earias viridangulata
- Earias vittella
- Earias waterstoni